# Apomys insignis
Apomys insignis es una especie de roedor de la familia Muridae.

## Distribución geográfica
Se encuentra sólo en Filipinas.